# (5516) Jawilliamson
(5516) Jawilliamson ist ein Asteroid des mittleren Hauptgürtels, der am 2. Mai 1989 von der US-amerikanischen Astronomin Eleanor Helin am Palomar-Observatorium (IAU-Code 675) in Kalifornien entdeckt wurde.
Nach der SMASS-Klassifikation (Small Main-Belt Asteroid Spectroscopic Survey) wurde bei einer spektroskopischen Untersuchung von Gianluca Masi, Sergio Foglia und Richard P. Binzel bei (5516) Jawilliamson von einer dunklen Oberfläche ausgegangen, es könnte sich also, grob gesehen, um einen C-Asteroiden handeln.
(5516) Jawilliamson wurde am 26. Februar 1994 nach dem US-amerikanischen Science-Fiction-Schriftsteller Jack Williamson benannt. Der Vorschlag zur Benennung kam vom Science-Fiction-Schriftsteller und Astrophysiker David Brin, nach dem mit (5748) Davebrin ebenfalls ein Asteroid benannt ist, sowie dem Science-Fiction-Schriftsteller Roger Zelazny. Ein weiterer nach Jack Williamson benannter Asteroid war der 2003 entdeckte und 2011 benamte Asteroid des äußeren Hauptgürtels (235281) 2003 UV17, der den Namen (235281) Jackwilliamson erhielt. Die Internationale Astronomische Union (IAU) nahm diese Benennung jedoch am 26. September 2023 wieder zurück.